# Центр русской культуры Амхерстского колледжа
Центр русской культуры Амхерстского колледжа (англ. Amherst Center for Russian Culture) — специализированный художественный музей и библиотека в Амхерстском колледже (г. Амхерст, штат Массачусетс, США).

## История
Центр основан в 1991 году в результате пожертвования Томасом Портером Уитни своей альма-матер большого количества русских книг, периодических изданий и рукописей.
В 2001 году Томас П. Уитни ещё пожертвовал центру свою коллекцию картин и рисунков, в основном русских художников. Его художественная коллекция состояла из более чем 400 предметов, в том числе работы Александра Родченко, Натальи Гончаровой, Льва Бакста и Марка Шагала.
В последующем коллекция центра пополнились дарами Дмитрия Анатольевича Тарасенкова и Юрия Иваска.

## Внешние ссылки
- Центр русской культуры на сайте Амхерстского колледжа (англ.)
- База данных художественной коллекции Томаса П. Уитни (англ.)